# Dobiesławice (gmina)
Dobiesławice – dawna gmina wiejska istniejąca do 1954 roku w woj. kieleckim. Siedzibą władz gminy były Dobiesławice. 
W okresie międzywojennym gmina Dobiesławice należała do powiatu pińczowskiego w woj. kieleckim. 1 października 1927 z gminy Dobiesławice wyłączono wieś Chrusty Gorzkowskie, włączając ją do gminy Nagórzany.
Po wojnie gmina zachowała przynależność administracyjną. 1 czerwca 1949 z gminy Dobiesławice wyłączono gromadę Wojciechów, włączając ją do gminy Kazimierza Wielka w tymże powiecie.
Według stanu z dnia 1 lipca 1952 roku gmina składała się z 11 gromad: Brończyce, Dobiesławice, Donatkowice, Gorzków, Kaczkowice, Plechów, Podolany, Prokocice, Sędziszowice, Stradlice i Zysławice.
Jednostka została zniesiona 29 września 1954 roku wraz z reformą wprowadzającą gromady w miejsce gmin. Po reaktywowaniu gmin z dniem 1 stycznia 1973 roku gminy Dobiesławice nie przywrócono, a jej dawny obszar wszedł głównie w skład gmin Bejsce i Kazimierza Wielka.